# Фінал кубка Німеччини з футболу 1940
Фінал Кубка Німеччини з футболу 1940 — фінальний матч розіграшу кубка Німеччини сезону 1940 відбувся 1 грудня 1940 року. У поєдинку зустрілися «Нюрнберг» з однойменного міста та дрезденський «Дрезднер». Перемогу з рахунком 2:1 у додатковий час здобув «Дрезднер».
| Володар Кубка Німеччини 1940 |
| ---------------------------- |
|                              |
| «Дрезднер» Перший титул      |

## Учасники
| Клуб       | Участей | Роки (жирним виділено перемоги) |
| ---------- | ------- | ------------------------------- |
| «Нюрнберг» | 2       | 1935, 1939                      |
| «Дрезднер» | дебют   | дебют                           |

## Шлях до фіналу
| Раунд                                                   | Противник                 | Рахунок |
| ------------------------------------------------------- | ------------------------- | ------- |
| 1/32 фіналу                                             | «Штурм» (Г)               | 6–1     |
| 1/16 фіналу                                             | «Кікерс» (Оффенбах) (Д)   | 3–2     |
| 1/8                                                     | «Уніон-Обершеневайде» (Г) | 1–0     |
| 1/4                                                     | «Шварц-Вайс» (Ессен) (Д)  | 2–1     |
| 1/2                                                     | «Фортуна» (Г)             | 1–0     |
| (Д) = Вдома; (Г) = У гостях; (Н) = На нейтральному полі |                           |         |

| Раунд                                                   | Противник                           | Рахунок |
| ------------------------------------------------------- | ----------------------------------- | ------- |
| 1/32 фіналу                                             | «Грасліц» (Г)                       | 4–0     |
| 1/16 фіналу                                             | «Блюменталер» (Д)                   | 5–0     |
| 1/8                                                     | «Рейхсбан Рот-Вайс» (Франкфурт) (Д) | 6–0     |
| 1/4                                                     | «Кенігсберг» (Г)                    | 8–0     |
| 1/2                                                     | «Рапід» (Відень) (Д)                | 3–0     |
| (Д) = Вдома; (Г) = У гостях; (Н) = На нейтральному полі |                                     |         |

## Матч

### Деталі
| 1 грудня 1940 |

| Нюрнберг   | 1:2 дч   | Дрезднер               |
| ---------- | -------- | ---------------------- |
| Гуснер 32' | Протокол | Машате 20' Шаффнер 94' |

| Олімпіаштадіон, Берлін Глядачів: 60 000 Арбітр: Алоіш Пенніг |

|  |  |

| В                |  | Георг Кель         |
| З                |  | Ганс Юбелайн       |
| З                |  | Віллі Біллманн (к) |
| ПЗ               |  | Гайнц Каролін      |
| ПЗ               |  | Георг Кеннеманн    |
| ПЗ               |  | Георг Лубер        |
| Н                |  | Віллі Кунд         |
| Н                |  | Альфред Пфендер    |
| Н                |  | Георг Фрідель      |
| Н                |  | Макс Айбергер      |
| Н                |  | Карл Гуснер        |
| Головний тренер: |  |                    |
| Альвін Рімке     |  |                    |

| В                |  | Віллібальд Крес   |
| З                |  | Гайнц Гемпель (к) |
| З                |  | Карл Міллер       |
| ПЗ               |  | Гельмут Шуберт    |
| ПЗ               |  | Вальтер Дцур      |
| ПЗ               |  | Герберт Поль      |
| Н                |  | Густав Карстенс   |
| Н                |  | Гельмут Шен       |
| Н                |  | Фріц Махате       |
| Н                |  | Гайнц Шаффер      |
| Н                |  | Емануель Бочек    |
| Головний тренер: |  |                   |
| Георг Келер      |  |                   |